# Skoger
Skoger is een plaats in de Noorse gemeente Drammen, provincie Buskerud. Skoger telt 1100 inwoners (2007) en heeft een oppervlakte van 0,77 km². Een klein deel van het dorp hoort bestuurlijk bij de gemeente Holmestrand in de provincie Vestfold